# Abraham Singer
Pour les articles homonymes, voir Baldé.
Abraham Singer de son nom de naissance Ibrahima Sory Baldé, né le 27 octobre 1993 à Ratoma (Guinée) est un auteur-compositeur-interprète de reggae guinéen,.

## Biographie

### Enfance, formation et débuts
Abraham Singer né le 27 octobre 1993 dans la commune de Ratoma à Conakry. Il commence ses études à conakry avant de rejoindre Labé en 2003, où il continue ses études et commence à se lancer dans la musique en 2007. A 16 ans, influencé par la musique Reggae, il se rend en Gambie pour suivre des cours d’anglais pendant une année puis il rentre en 2010 en Guinée.

## Carrière musicale
Il commence sa carrière de musicien professionnel en 2013 avec le collectif Beni Kha Crew sur le morceau Yes Mi Tewi dans la compile « Carton Rouge 2013 » produite par le label Benedi Record en compagnie des Raga Dance-hall guinéen notamment Singleton, Baba Samba, Steeve One Locks.
le 13 mars 2016, sur initiative de Manager Will, il participe à la compilation Homicide One Riddim en compagnie de Takana Zion, Mighty, Lion Baryton, Majesty. La même année, en Côte d'Ivoire, il participe à la 9ème édition du festival MASA d’Abidjan.
Le 24 septembre 2017, il sort son premier album intitulé « God Is Great » au palais du peuple de Conakry et le 12 novembre au Stade régional de Labé. Le 11 mai 2018, il joue au Festival de Dakar au stade Iba Mar Diop.
En 2024, il participe a l'album Ever bless du groupe de musique Diam Hia dans le titre Irie Vibes.

## Discographie

### Singles
- 2017 : Welcome To Daka
- 2019 : Je M'en Fous feat. Tati Tati
- 2019 : Midho wali[6]
- 2020 : Saturday Party[7],[8],
- 2024 : The Youths Them Suffer[9]

### Clips
- 2017
- Wassy nedhi
- 2019

1. Labé Town[10].
2. Good time

- 2024

1. Moussou Guittè Aïbhè feat King Salaman[11],[12],[13];
2. Saturday Party[14].
3. The Youths Them Suffer[15],[16]

- 2025

1. Fow Yo Hocthio[17],[18]

## Collaborations
Abraham Singer fait des collaborations avec des musiciens de la Guinée et d'ailleurs 
- 2019 : Under Pressure feat avec Lyricson[19];
- 2020 : Bhèwantalah Men feat Safa Diallo[20];

## Vie privée
Abraham Singer est marié et père d'un enfant.

## voir aussi
- Takana Zion
- Straiker